# Stenia
Stenia – rodzaj roślin z rodziny storczykowatych (Orchidaceae). Obejmuje 22 gatunki występujące w Ameryce Południowej w takich krajach jak: Boliwia, Brazylia, Kolumbia, Ekwador, Gujana, Peru, Trynidad i Tobago, Wenezuela.

## Systematyka
Rodzaj sklasyfikowany do podplemienia Zygopetalinae w plemieniu Cymbidieae, podrodzina epidendronowe (Epidendroideae), rodzina storczykowate (Orchidaceae), rząd szparagowce (Asparagales) w obrębie roślin jednoliściennych.
Wykaz gatunków
- Stenia angustilabia D.E.Benn. & Christenson
- Stenia aurorae D.E.Benn. & Christenson
- Stenia bismarckii Dodson & D.E.Benn.
- Stenia bohnkiana V.P.Castro & G.F.Carr
- Stenia calceolaris (Garay) Dodson & D.E.Benn.
- Stenia christensonii D.E.Benn.
- Stenia dodsoniana Pupulin
- Stenia falcata (Ackerman) Dressler
- Stenia glatzii Neudecker & G.Gerlach
- Stenia guttata Rchb.f.
- Stenia jarae D.E.Benn.
- Stenia lillianae Jenny ex D.E.Benn. & Christenson
- Stenia luerorum D.E.Benn. & Christenson
- Stenia nataliana R.Vásquez & Nowicki & R.Müll.
- Stenia pallida Lindl.
- Stenia pastorellii D.E.Benn.
- Stenia pustulosa D.E.Benn. & Christenson
- Stenia saccata Garay
- Stenia stenioides (Garay) Dodson & R.Escobar
- Stenia uribei P.Ortiz
- Stenia vasquezii Dodson
- Stenia wendiae D.E.Benn. & Christenson